# Камчат бурек

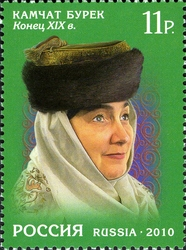
Почтовая марка России, 2010 год

Камчат бурек (также кама бурек) — татарский головной убор. Матерчатая шапка с широким меховым (из бобра или выдры) околышем и плоским верхом.
Слово «камчат» связано с Камчаткой, и в разных тюркских языках имеет разное значение: (камчатский) бобр, куница, выдра. Считалось, что шкуру бобра привозили с Камчатки, отсюда и название.